# Aleksandar Ranisavljev
Aleksandar Ranisavljev, Slovenski] fagotist, rojen v Novem Sadu* 1974, Novi Sad.
Ranisavljev je študiral v Novem Sadu in na Visoki šoli za glasbo v Karlsruheju (Nemčija); tam je opravil tudi izpit za koncertanta, osvojil je nekaj prvih nagrad na jugoslovanskih tekmovanjih mladih glasbenikov, leta 1992 pa je nastopil na Mednarodnem tekmovanju Evrovizije v Bruslju. Kot solist je nastopal z orkestri Camerata Academica iz Novega Sada, Simfoničnim orkestrom RT Beograd, Beograjsko filharmonijo, Komornim orkestrom visoke šole za glasbo v Karlsruheju in orkestrom Academia Sancti Petri v Ljubljani. Bil je član Komorne filharmonije iz Salzburga, orkestra New Music Ensemble Austria, komornega orkestra iz Heilbronna in komornega orkestra iz Ludwigshafna. Od leta 2004 je solist v Simfoničnem orkestru RTV Slovenija.